# ラルビ・ベンブダウ
ラルビ・ベンブダウ（Larbi Benboudaoud 1974年5月5日- ）は、フランスの柔道選手。アルジェリアのボルジ・ブ・アレリジ県出身。階級は66kg級。身長170cm。

## 人物
1996年アトランタオリンピックでは初戦で敗れた。1997年に地元パリで開催された世界選手権では決勝まで進むが、韓国の金赫に内股で敗れて2位に終わった。1999年の世界選手権では決勝でトルコのヒュセイン・オズカンを合技で破って優勝を果たした。翌年の2000年シドニーオリンピック決勝ではオズカンに内股で敗れて2位だった。2003年の世界選手権では決勝でイランのアラシュ・ミレスマイリに踵返で一本負けした。2004年アテネオリンピックでは初戦で敗れた。

## 主な戦績
- 1994年 - 世界ジュニア　7位
- 1994年 - ヨーロッパジュニア　3位
- 1996年 - フランス国際　3位
- 1996年 - ヨーロッパ選手権　3位
- 1997年 - フランス国際　2位
- 1997年 - ヨーロッパ選手権　3位
- 1997年 - 世界選手権　優勝
- 1998年 - ヨーロッパ選手権　優勝
- 1998年 - ワールドカップ団体戦　3位
- 1999年 - 嘉納杯　優勝
- 1999年 - ヨーロッパ選手権　優勝
- 1999年 - 世界選手権　優勝
- 2000年 - シドニーオリンピック　2位
- 2001年 - フランス国際　2位
- 2001年 - ヨーロッパ選手権　3位
- 2003年 - フランス国際　優勝
- 2003年 - 世界選手権　2位